# 马尔福 (马恩省)
马尔福（法語：Marfaux，法語發音：[maʁfo]）是法国马恩省的一个市镇，属于兰斯区。

## 地理
马尔福（49°10'0"N, 3°53'36"E）面积6.75 平方千米，位于法国大東部大區马恩省，该省份为法国东北部内陆省份，北起阿登省，西北接埃纳省，西南接塞纳-马恩省，南至奥布省，东南接上马恩省，东临默兹省。
与马尔福接壤的市镇（或旧市镇、城区）包括：库尔马、绍米济、埃克伊、普尔西、萨西。

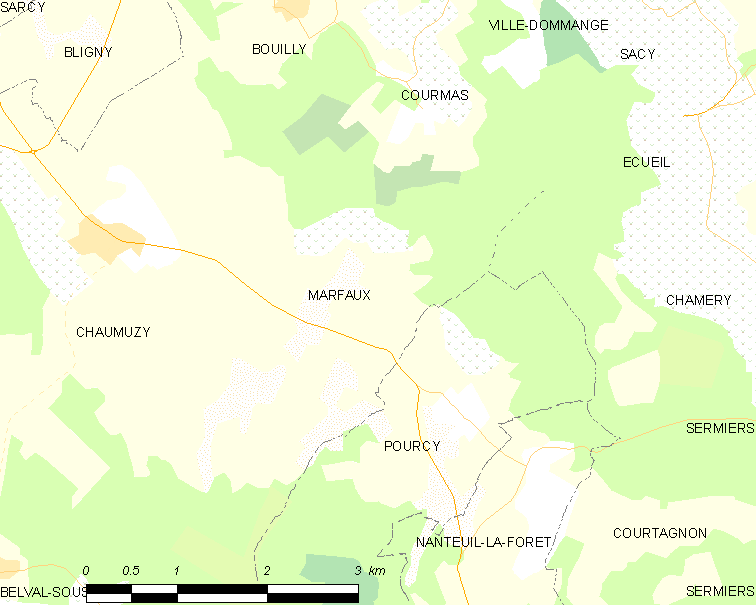
的OSM定位图

马尔福的时区为UTC+01:00、UTC+02:00（夏令时）。

## 行政
马尔福的邮政编码为51170，INSEE市镇编码为51348。

## 政治
马尔福所属的省级选区为多尔芒-香槟景县。

## 人口

1962-2008年间人口变化图示

马尔福于2022年1月1日时的人口数量为111人。